# Raninagar
Raninagar är ett underdistrikt i Bangladesh. Det ligger i den nordvästra delen av landet, 180 km nordväst om huvudstaden Dhaka.
Trakten runt Raninagar består till största delen av jordbruksmark. Runt Raninagar är det tätbefolkat, med 790 invånare per kvadratkilometer.